# Catawbarododendron 'Boursault'
Catawba-Rododendron 'Boursault'  er en stedsegrøn busk med en bred, halvkugleformet vækst og udspærrede, kun svagt forgrenede hovedgrene.  Planten er en sort af Catawba-Rododendron.

## Beskrivelse
Barken er først lysegrøn og hårløs, men senere bliver den grå og jævn. Meget gamle grene kan få en afskallende bark. Bladknopperne sidder spredtstillet, men ofte tæt samlet mod spidsen af skuddet. De er slanke, lysegrønne og hårløse. Bladene er elliptiske og helrandede med indrullet rand. Oversiden er mørkegrøn og glat, mens undersiden er elepidot og lysegrøn. 
Blomsterknopperne sidder endestillet på skuddet og ligner bladknopperne, bortset fra at de er betydeligt mere opsvulmede og violet tonede. Blomstringen foregår i juni, hvor man finder op til 17 enkeltblomster samlet i hver hovedformet stand. De enkelte blomster er 5-tallige og regelmæssige med blåviolette kronblade, der er sammenvoksede til en tragt med frie flige. Frugterne er kapsler med få frø.
Rodnettet er tæt og filtagtigt tyndt. Planten er afhængig af samliv (mykorrhiza) med én eller flere svampearter. Alle dele af planten er giftige.
Højde x bredde og årlig tilvækst: 1,50 x 1,50 m (15 x 15 cm/år).

## Anvendelse
Sorten kræver fuld sol til let skygge for at kunne blomstre ordentligt. Jordbunden skal være veldrænet, men samtidig vedvarende fugtig, og den må være sur og humusrig. På den baggrund kan planten bruges til hæk eller som solitærbusk.